# Yoduro de bismuto
Yoduro de bismuto es el compuesto inorgánico. Este sólido de color gris-negro es el producto de la reacción de bismuto y yodo, que una vez fue de interés en el análisis cualitativo inorgánico.

El yoduro de bismuto (III) adopta una estructura cristalina distintiva, con centros de yoduro ocupando una red hexagonal  compacta, y centros de bismuto ocupando ninguno o dos tercios de los agujeros octaédricos (alternando por capa), por lo tanto, se dice que ocupa un tercio del total de agujeros octaédricos.

## Síntesis
Yoduro de bismuto se forma de calentamiento de una mezcla íntima de yodo y bismuto en polvo::
2Bi + 3I2 → 2BiI3
BiI3 también se puede hacer por la reacción de óxido de bismuto con una solución acuosa de ácido yodhídrico:
Bi2O3(s) + 6HI(aq) → 2BiI3(s) + 3H2O(l)

## Reacciones
Yoduro de bismuto es insoluble en agua, una solución acuosa se puede probar para la presencia de Bi 3+ iones mediante la adición de una fuente de yoduro, tal como yoduro de potasio. Un precipitado negro de yoduro de bismuto indica una prueba positiva.
2 NaI + BiI3 → Na2[BiI5]